# 舒倫湖
54°17′11″N 10°5′36″E / 54.28639°N 10.09333°E

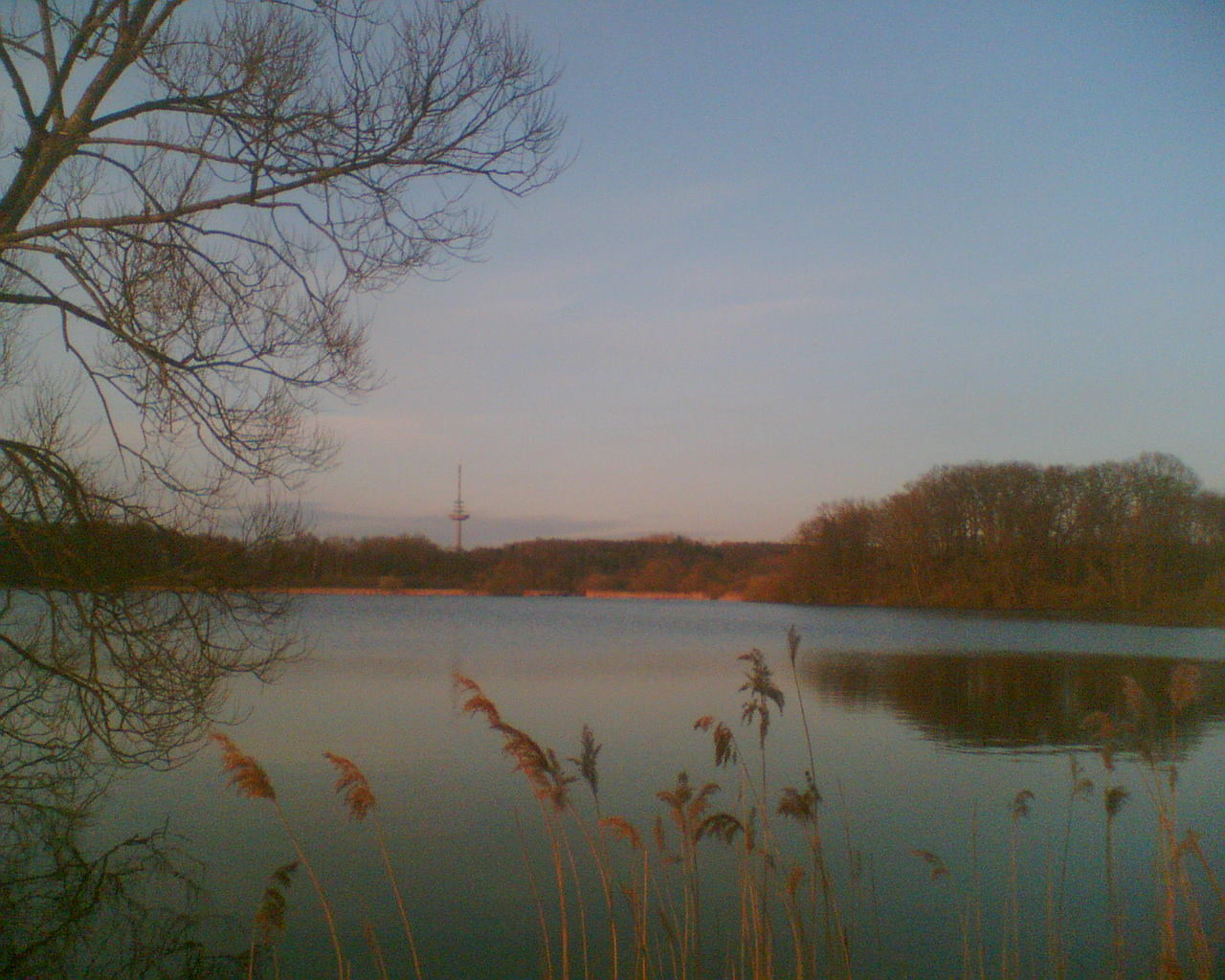

舒倫湖（德語：Schulensee），是德國的湖泊，位於該國北部石勒蘇益格-荷爾斯泰因州，由莫爾夫塞負責管轄，處於艾德河，面積0.13平方公里，海拔高度11米，最大水深2米。